# Đánh giá nhà cung cấp
Đánh giá nhà cung cấp và thẩm định nhà cung cấp là các thuật ngữ được sử dụng trong kinh doanh và đề cập đến quá trình đánh giá và phê duyệt các nhà cung cấp tiềm năng bằng cách đánh giá định lượng.  Mục đích của quá trình là đảm bảo một danh mục các nhà cung cấp tốt nhất có sẵn để sử dụng.  Đánh giá nhà cung cấp cũng có thể được áp dụng cho các nhà cung cấp hiện tại để đo lường và giám sát hiệu suất của họ nhằm mục đích đảm bảo tuân thủ hợp đồng, giảm chi phí, giảm thiểu rủi ro và thúc đẩy cải tiến liên tục.

## Quá trình
Đánh giá và tiếp nhận nhà cung cấp là một quá trình liên tục trong các bộ phận mua hàng, và là một phần của bước sơ tuyển trong quy trình mua hàng, mặc dù trong nhiều tổ chức, nó bao gồm sự tham gia và đầu vào của các bộ phận và các bên liên quan khác.  Hầu hết các chuyên gia hoặc công ty có kinh nghiệm trong việc thu thập thông tin đánh giá nhà cung cấp thích làm như vậy bằng cách sử dụng các quy trình năm bước để xác định sẽ phê duyệt.  Các quy trình của họ thường ở dạng câu hỏi hoặc phỏng vấn, đôi khi là truy cập trang web và bao gồm các đánh giá về các khía cạnh khác nhau của hoạt động kinh doanh của nhà cung cấp bao gồm năng lực, tài chính, đảm bảo chất lượng, cơ cấu tổ chức và quy trình và hiệu suất.  Dựa trên thông tin có được thông qua đánh giá, một nhà cung cấp được chấm điểm và được phê duyệt hoặc không được phê duyệt là một trong những người mua vật liệu hoặc dịch vụ.  Trong nhiều tổ chức, có một danh sách nhà cung cấp được phê duyệt (ASL) mà sau đó một nhà cung cấp đủ điều kiện sẽ được thêm vào.  Nếu bị từ chối, nhà cung cấp thường không có sẵn cho nhóm mua sắm của công ty thẩm định.  Sau khi được phê duyệt, một nhà cung cấp có thể được đánh giá lại trên cơ sở định kỳ, thường là hàng năm.  Quá trình liên tục được xác định là quản lý hiệu suất nhà cung cấp.

## Lợi ích và nhược điểm
Có nhiều lợi ích khác nhau liên quan đến một quy trình đánh giá nhà cung cấp hiệu quả như giảm thiểu chống lại hiệu suất của nhà cung cấp kém hoặc thất bại về hiệu suất.  Những lợi ích thường bao gồm tìm nguồn cung ứng từ các nhà cung cấp cung cấp các tiêu chuẩn cao về mức độ sản phẩm và dịch vụ trong khi cung cấp đủ năng lực và sự ổn định kinh doanh.  Đánh giá nhà cung cấp có thể giúp khách hàng và nhà cung cấp xác định và loại bỏ các trình điều khiển chi phí ẩn trong chuỗi cung ứng.  Quá trình đánh giá hiệu suất có thể thúc đẩy các nhà cung cấp cải thiện hiệu suất của họ.
Có một số thách thức khác cùng với việc đánh giá của nhà cung cấp.
Để giảm thiểu điều này, các tập đoàn lớn có một bộ phận chuyên trách (Bộ phận Mua sắm) thực hiện phân tích lợi ích chi phí để đánh giá xem công ty có nên tham gia với nhà cung cấp hoặc thực hiện nhiệm vụ nội bộ hay không.  Bộ phận như vậy có thể lấy một lượng tài nguyên đáng kể, do đó cam kết và hỗ trợ của ban quản lý về quy trình đánh giá nhà cung cấp là rất cần thiết.

## Công cụ
Một số thách thức liên quan đến đánh giá nhà cung cấp có thể được giảm thiểu bằng cách sử dụng các công cụ thích hợp.  Đối với các dự án đơn giản, một bảng tính có thể được sử dụng.  Nhưng khi các đánh giá trở nên phức tạp hơn hoặc quản lý dữ liệu thường xuyên hơn và các vấn đề toàn vẹn dữ liệu trở nên quan trọng.  Các hệ thống RFP / Đấu thầu điện tử trên web thường được sử dụng cho các dự án lựa chọn ban đầu.  Một số sản phẩm cung cấp chức năng để kết hợp cả lựa chọn ban đầu và đánh giá và điểm chuẩn liên tục.
Rộng hơn, trong phạm vi giảng dạy mua sắm được thiết lập, mô hình Carter 10Cs là một cách tiếp cận được quốc tế công nhận.  Mô hình này xem xét các khía cạnh cần được đánh giá trước khi ký hợp đồng và là một phần của việc đánh giá hiệu suất nhà cung cấp đang diễn ra.  Các C là:
- Năng lực (tổ chức có khả năng giao hàng không?)
- Năng lực (tổ chức, con người hay quy trình của nó có thẩm quyền?)
- Tính nhất quán
- Kiểm soát quá trình (tổ chức có thể kiểm soát quá trình của mình và cung cấp sự linh hoạt?)
- Cam kết chất lượng (tổ chức có giám sát và quản lý chất lượng hiệu quả không?)
- Tiền mặt (tổ chức có cơ sở tài chính đủ mạnh không?)
- Chi phí (là sản phẩm hoặc dịch vụ được cung cấp ở một mức giá cạnh tranh?)
- Văn hóa (là văn hóa nhà cung cấp và người mua tương thích?)
- Clean (là tổ chức có đạo đức, được tài trợ hợp pháp, không tham gia lao động trẻ em, v.v.  ?)
- Hiệu quả truyền thông (tổ chức có hỗ trợ công nghệ tích hợp thông tin để hỗ trợ cộng tác và phối hợp trong chuỗi cung ứng không?).

Các số liệu khác mà các tổ chức ngày càng bắt đầu đo lường nhà cung cấp bao gồm: sự phù hợp với các quy định của chính phủ, khả năng sử dụng, phù hợp văn hóa và xếp hạng phê duyệt của CEO.  Các số liệu này được đặt vào một bảng và được tính trọng số theo mức độ quan trọng của số liệu đó đối với tổ chức.

## Các dịch vụ tài chính
Trong lĩnh vực dịch vụ tài chính của Vương quốc Anh, Hệ thống chứng nhận nhà cung cấp dịch vụ tài chính (FSQS) là một hệ thống thẩm định hợp tác hiện đang được sử dụng để đánh giá nhà cung cấp bởi 17 ngân hàng lớn của Anh, xây dựng xã hội và các công ty bảo hiểm: Aldermore Latham, Ngân hàng Anh, Ngân hàng Ireland, Ngân hàng Clydesdale (bao gồm Virgin Money), Tập đoàn Ngân hàng Lloyds, LV =, Ngân hàng Metro, Hiệp hội Xây dựng Toàn quốc, Liên minh Hoàng gia và Mặt trời, Hiệp hội Xây dựng Rugby và Hinckley, Santander, Shawbrook Bank, Tokio Marine Kiln, TSB và Weatherbys Bank.  Hệ thống được vận hành bởi công ty Hellios Information Ltd. của Oxford 